# Georg Hansen (Politiker)
Georg Hansen (eig. Willi Leitner; * 9. März 1903 in Köln; † 11. Mai 1976 in Berlin) war ein deutscher Politiker (KPD/SED) und Redakteur. Er war Leiter des Allgemeinen Deutschen Nachrichtendienstes (ADN).

## Leben
Hansen, Sohn eines Buchbinders und einer Pelznäherin, erlernte den Beruf eines Metallarbeiters. Er arbeitete bis 1922 in den Draht- und Rohrzieher Messingwerken in Köln. Im November 1919 trat er der KPD bei. Er sympathisierte 1921/22 mit der Gruppe um Paul Levi. 1922/23 arbeitete er als Hemmschuhleger bei der Reichsbahn. Von April 1923 bis 1924 war er Volontär in der Redaktion der KPD-Zeitung Sozialistische Republik in Köln, ab Anfang 1924 Redakteur des Rhein-Ruhr-Pressedienst in Düsseldorf, dann von Mai 1924 bis 1925 Redakteur des Ruhr-Echos. Anfang 1925 wegen Hansen wegen seiner oppositiven Haltung zur Linie von Ruth Fischer zeitweilig aus der KPD ausgeschlossen. Ende 1926/27 war Hansen Mitarbeiter im Zentralkomitee (ZK) der KPD und redigierte illegale antimilitaristische Publikationen. 1926 war er einer der vier „Werkstudenten“ auf dem berühmten gleichnamigen Foto von August Sander.
Im Juni 1927 reiste er im Auftrag der GRU nach Großbritannien. Im November 1927 wurde er verhaftet und im Januar 1928 wegen „Spionage“ zu zehn Jahren Zuchthaus verurteilt. Er war im Convict Prison Maidstone inhaftiert. Im August 1935 vorzeitig entlassen, reiste Hansen über Paris nach Moskau.
1935/36 arbeitete er als Übersetzer und Redakteur zunächst im Apparat der Roten Gewerkschafts-Internationale, dann ab Januar 1936 beim Exekutivkomitee der Kommunistischen Internationale. Ab September 1941 war er Chefredakteur des Deutschen Volkssenders. Im Oktober 1941 wurde er nach Ufa evakuiert. 1944 war er Mitarbeiter einer Arbeitskommission zur Ausarbeitung des Nachkriegsprogramms der KPD, sowie Mitglied der Unterkommission für Wirtschaftsfragen.

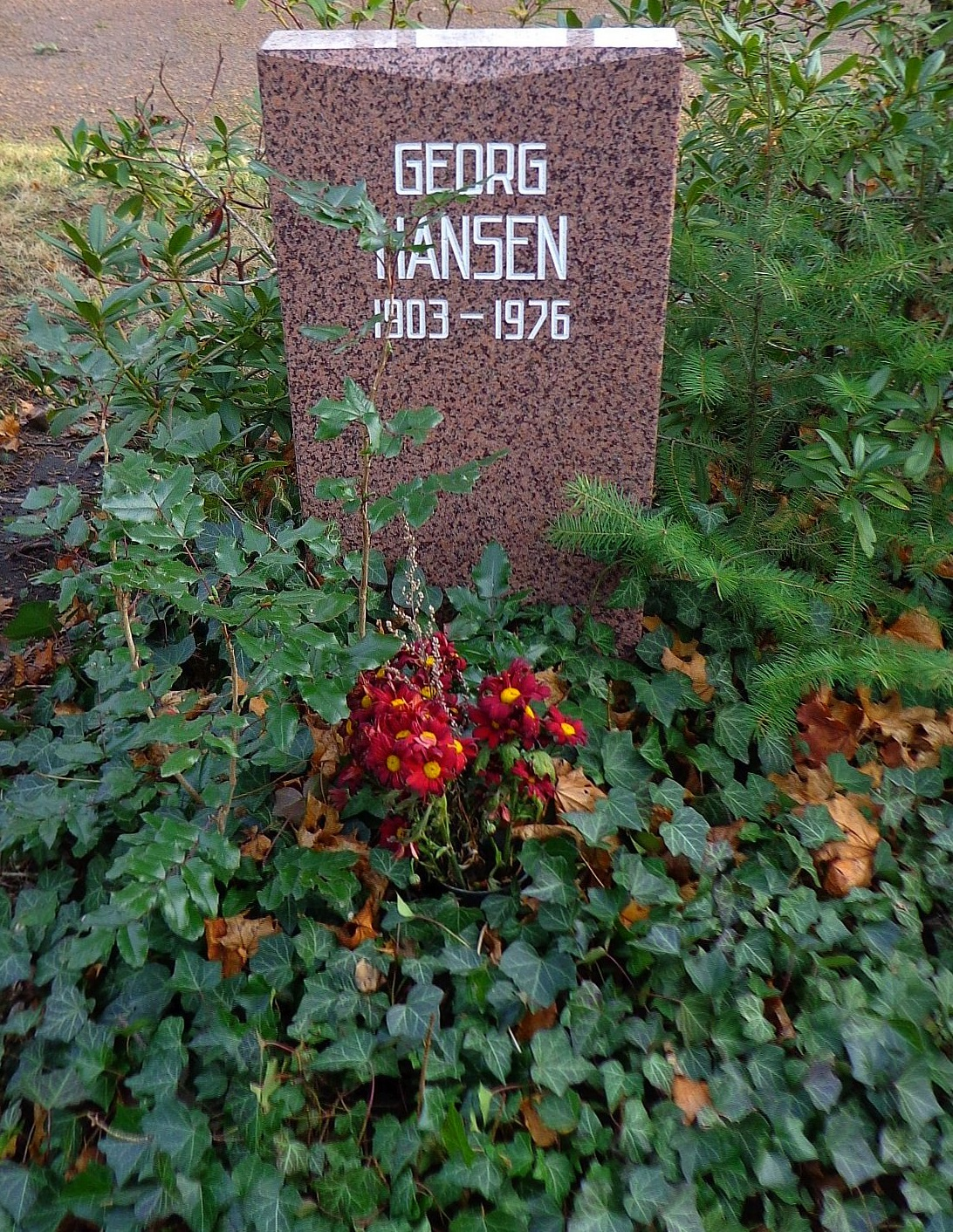
Grabstätte

1945 kehrte Hansen nach Deutschland zurück. Im Juni 1945 wurde er Redakteur und war im Juli/August 1945 Chefredakteur der Sächsischen Volkszeitung und danach Gründer und Chefredakteur (bis 1946) der Sächsischen Zeitung Dresden. Im März 1946 war er Mitbegründer des ADN, den er bis 1952 leitete. Er war danach vom Dezember 1952 bis 1955 als Leiter der Abteilung Presse und Rundfunk im ZK der SED tätig. Von Juni 1955 bis März 1962 war er  stellvertretender Chefredakteur des Neuen Deutschland und gehörte seinem Redaktionskollegium vom April 1955 bis zu seinem Ruhestand im Oktober 1969 als Mitglied an. 
Hansen war zudem Mitglied der Außenpolitischen und der Agitations-Kommission beim Politbüro des ZK der SED.
Seine Urne wurde in der Grabanlage Pergolenweg des Berliner Zentralfriedhofs Friedrichsfelde beigesetzt.

## Auszeichnungen
- Vaterländischer Verdienstorden in Silber (6. Mai 1955) und (1960) und in Gold (1963)[1]
- Banner der Arbeit (1960)
- Karl-Marx-Orden (1968)[2]